# Piceno

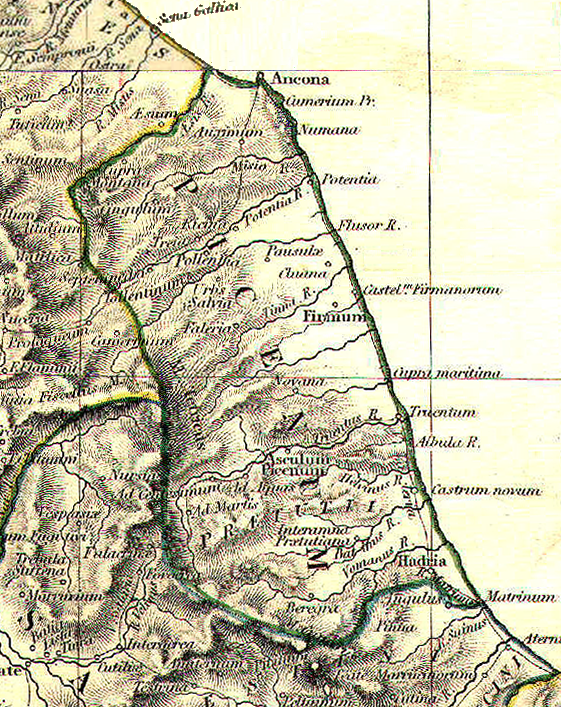
V Região - Piceno (Regio V - Picenum) de Augusto, do Atlas de 1911 de William R. Shepherd.

Piceno (em latim: Picenum; em grego: Πικηνόν/Πικεντίνη) foi uma região da antiga Itália. O nome é um exônimo dado pelos romanos, que a conquistaram e incorporaram-na à República Romana. Piceno foi a terra natal de diversos indivíduos famosos, como Pompeu, o Grande e seu pai, Pompeu Estrabão. Situava-se na região atualmente conhecida como Marcas (Marche). Os picentinos ou picentes eram a população nativa do Piceno, porém não formavam uma etnia única; mantinham um centro religioso em Cupra Marittima, em louvor à deusa Cupra.

## Geografia histórica
O Piceno e os picentinos foram descritos em detalhe por alguns dos geógrafos romanos.

### Estrabão
Estrabão situa Piceno entre os Apeninos e o mar Adriático, a partir da foz do rio Ésio, até o sul de Castro, na foz do rio Truentino, a cerca de 800 estádios (148 quilômetros). Entre as cidades da região ele incluiu, do norte para o sul, Ancona, Áuximo, Septempeda (San Severino Marche), Polência (Pneuentia), Potência, Firmo Piceno, com porto em Castelo (Castellum, atual Porto di Fermo), Cupra Marítima, Truento-sobre-o-Truentino (Tronto) e, finalmente, Castro Novo e Matrino-sobre-o-Matrino (Piomba), ao sul de Silvi, no Abruzos. Esta lista abrange comunidades litorâneas; Estrabão também menciona Ádria (Atri) e Ásculo Piceno (Ascoli Piceno), no interior. A extensão do Piceno em direção ao interior variava irregularmente, segundo o autor.

## História
O Piceno foi colonizado pela primeira vez durante o início da Idade do Ferro, que foi do século IX até o III a.C. Posteriormente a região se tornou um dos onze distritos da Itália. As três principais cidades interioranas do Piceno apresentavam um sistema de planejamento urbano e aparentavam ser bem-sucedidas economicamente, e não se sabe o que fez com que elas sofressem um declínio nos anos posteriores.
A história do Piceno foi alterada dramaticamente em 286 a.C., quando ela foi conquistada pelos romanos e se tornou uma colônia de Roma. Esta conquista teve grandes consequências para os povoamentos da costa, que também passaram a ser colônias romanas.
O Piceno é célebre por ter se aliado a Roma contra Aníbal durante as Guerras Púnicas. Também foi usado como base romana durante a Guerra Social, o que ilustra a lealdade de Piceno à Roma durante a guerra pela cidadania italiana.

## Cultura
Escavações realizadas no fim do século XIX em Piceno forneceram muitas informações sobre a região durante a Idade do Ferro. Tumbas escavadas nos cemitérios de Novilara dos Molaroni e Servici mostram que os picentinos colocavam os corpos sobre o solo, envoltos nas roupas que haviam usado durante suas vidas. Os guerreiros eram enterrados com um elmo, armas e recipientes contendo comidas e bebidas. Contas, ossos, fíbulas e âmbar que também foram enterrados parecem demonstrar intensa atividade comercial durante os séculos IX e X na costa do Adriático. Nas sepulturas de mulheres também existe abundância de ornamentos, feitos de bronze e ferro. A origem destes itens mostra que os picentinos exploraram ao sul e leste de seu território.
As sepulturas de guerreiros parecem indicar que os picentinos eram um povo belicoso. Cada sepultura masculina continha o traje mais ou menos completo de um guerreiro, com a arma mais frequente sendo a lança. As espadas picentinas parecem ter sido importada dos Bálcãs.

## Línguas
O picentino meridional, escrito numa versão pouco comum do alfabeto itálico, foi identificado como uma língua sabélica que não é nem osco nem úmbrio.
O picentino setentrional, ainda não-decifrado, também era escrito numa forma do antigo alfabeto itálico, embora provavelmente não tenha relação à outra forma do picentino, e possa nem mesmo ser um idioma indo-europeu.